# Wausau
Wausau è una città degli Stati Uniti, situata nella Contea di Marathon, nello Stato del Wisconsin.